# Бальдершванг
Бальдершванг (нем. Balderschwang) — община в Германии, в Республике Бавария.
Община расположена в правительственном округе Швабия в районе Верхний Алльгой. Подчиняется управлению Хёрнергруппе. Население составляет 252 человека (на 31 декабря 2010 года). Занимает площадь 41,56 км².
Община подразделяется на 12 сельских округов.

## Население
По оценке на 31 декабря 2015 года население общины Бальдершванг составляет 327 чел. 

| Дата      | 1840 | 1871 | 1900 | 1925 | 1939 | 1950 | 1961 | 1970 | 1987 | 2011 |
| --------- | ---- | ---- | ---- | ---- | ---- | ---- | ---- | ---- | ---- | ---- |
| Население | 192  | 191  | 104  | 320  | 126  | 225  | 202  | 192  | 196  | 272  |

| Год       | 1960 | 1970 | 1980 | 1990 | 2000 | 2009 | 2010 | 2011 | 2012 | 2013 | 2014 | 2015 |
| --------- | ---- | ---- | ---- | ---- | ---- | ---- | ---- | ---- | ---- | ---- | ---- | ---- |
| Население | 190  | 196  | 180  | 209  | 200  | 241  | 252  | 289  | 307  | 302  | 318  | 327  |